# Thập niên 910 TCN
Thập niên 910 TCN hay thập kỷ 910 TCN chỉ đến những năm từ 910 TCN đến 919 TCN.

## Sự kiện
915 TCN (bởi William F. Albright ) - Cái chết của Rehoboam , Vua của Vương quốc Judah cổ đại .
911 TCN - Adad-nirari II kế vị cha mình là Ashur-Dan II làm vua của Assyria .
911 TCN - Abijah , vua của Judah , qua đời.

## Mất
910 TCN: Chu Mục Vương
907 TCN: Trần Hiếu công